# 収容分類級
収容分類級（しゅうようぶんるいきゅう）とは、かつて日本の刑務所において、受刑者を収容する施設、または施設内の区画を区別する基準とされていた分類級である。「刑事施設ニ於ケル刑事被告人ノ収容等ニ関スル法律」（旧監獄法）に基づき、受刑者を適切に分類することで、再犯の防止や矯正教育の効果の向上などが期待できることから定められていた。
2006年5月24日に「刑事収容施設及び被収容者等の処遇に関する法律」が施行されたことにより、収容分類級は廃止され、代わって処遇指標が定められた。

## 現行の処遇指標
刑事施設では、刑の執行開始時に行われる処遇調査の結果を踏まえ、処遇指標を決定する。現行の処遇指標は次のとおりである。

### 矯正処遇の種類及び内容による処遇指標
- 作業
  - V0 - 一般作業
  - V1 - 職業訓練
- 改善指導
  - R0 - 一般改善指導
  - 特別改善指導
    - R1 - 薬物依存離脱指導
    - R2 - 暴力団離脱指導
    - R3 - 性犯罪再犯防止指導
    - R4 - 被害者の視点を取り入れた教育
    - R5 - 交通安全指導
    - R6 - 就労支援指導
- 教科指導
  - E1 - 補習教科指導
  - E2 - 特別教科指導

### 受刑者の属性及び犯罪傾向の進度による処遇指標
- D - 拘留受刑者
- Jt - 少年院への収容を必要とする16歳未満の少年
- M - 精神上の疾病又は障害を有するため医療を主として行う刑事施設等に収容する必要があると認められる者
- P - 身体上の疾病又は障害を有するため医療を主として行う刑事施設等に収容する必要があると認められる者
- W - 女子
- F - 日本人と異なる処遇を必要とする者
- I - 禁錮受刑者
- U - おおむね26歳未満の者のうち、小集団を編成して、少年院における矯正教育の手法や知見等を活用した矯正処遇を実施する必要があると認められるもの
- J - 少年院への収容を必要としない少年
- L - 執行すべき刑期が10年以上である者
- Yj - 少年審判で検察官送致となった時に20歳未満であった者のうち、可塑性に期待した矯正処遇を重点的に行うことが相当と認められる20歳以上26歳未満のもの
- Y - 可塑性に期待した矯正処遇を重点的に行うことが相当と認められる20歳以上26歳未満の者のうち、Yjに該当しないもの
- A - 犯罪傾向が進んでいない者
- B - 犯罪傾向が進んでいる者

## かつての収容分類級
2004年12月31日時点の収容分類級は以下のとおりであった。
- A級 - 犯罪傾向が進んでいない者
- B級 - 犯罪傾向が進んでいる者
- F級 - 日本人と異なる処遇を必要とする外国人
- I級 - 禁錮に処せられた者
- J級 - 少年
- L級 - 執行刑期8年以上の者
- Y級 - 26歳未満の成人
- M級 - 精神障害者
- P級 - 身体上の疾患又は障害のある者
- Jt級 - 16歳未満の少年で、少年院での矯正教育を必要とする者
- W級 - 女子